# 齋藤純一
齋藤 純一（さいとう じゅんいち、1958年9月9日 - ）は、日本の政治学者。専門は、政治理論・政治思想史。早稲田大学政治経済学術院教授、政治経済学術院長・政治経済学部長。元日本政治学会理事長（2016-2018年）。藤原保信門下。福島県出身。

## 略歴
- 早稲田大学政経学部卒業[1]
- 1984年3月 修士論文「イエナ期ヘーゲル政治哲学の研究―実践哲学の形成をめぐって―」により昭和58年度の小野梓記念賞学術賞を受賞[2]
- 1988年 早稲田大学大学院政治学研究科博士課程単位取得退学
- 1988年 横浜国立大学経済学部助教授
- 1994-1995年 プリンストン大学客員研究員
- 2000年 横浜国立大学経済学部教授
- 2004年- 早稲田大学政治経済学術院教授
- 2010-2011年 ロンドン・スクール・オブ・エコノミクス（LSE）客員研究員
- 2015-2016年 早稲田大学大学院政治学研究科科長
- 2016-2018年 日本政治学会理事長
- 2021年- 早稲田大学政治経済学術院長・政治経済学部長

## 著書

### 単著
- 『公共性』（岩波書店, 2000年）
- 『自由』（岩波書店, 2005年）
- 『政治と複数性ーー民主的な公共性にむけて』（岩波書店, 2008年）
- 『不平等を考えるーー政治理論入門』（ちくま新書, 2017年）
- 『平等ってなんだろう？――あなたと考えたい身近な社会の不平等』（平凡社, 2021）

### 共著
- （姜尚中・杉田敦・高橋哲哉）『思考をひらく――分断される世界のなかで』（岩波書店, 2002年）
- （伊豫谷登士翁・吉原直樹）『コミュニティを再考する』（平凡社新書, 2013年）
- （金井利之編著）『縮減社会の合意形成――人口減少時代の空間制御と自治』（第一法規, 2018年）
- （田中将人）『ジョン・ロールズ――社会正義の探求者』（中公新書, 2021年）
- （谷澤正嗣）『公共哲学入門――自由と複数性のある社会のために』（NHKブックス, 2023年）

### 編著
- 『親密圏のポリティクス』（ナカニシヤ出版, 2003年）
- 『講座福祉国家のゆくえ（5）福祉国家／社会的連帯の理由』（ミネルヴァ書房, 2004年）
- 『自由への問い（1）社会統合――自由の相互承認に向けて』（岩波書店, 2009年）
- 『公共性をめぐる政治思想』（おうふう, 2010年）
- 『公共性の政治理論』（ナカニシヤ出版, 2010年）
- 『講座人権論の再定位（5）人権の実現』（法律文化社、2011年）
- 『政治の発見（3）支える――連帯と再分配の政治学』（風行社, 2011年）
- 『岩波講座政治哲学5 理性の両義性』（岩波書店, 2014年）

### 共編著
- （藤野寛）『表現の〈リミット〉』（ナカニシヤ出版, 2005年）
- （山岡龍一）『公共哲学』（放送大学教育振興会, 2010年）
- （須賀晃一）『政治経済学の規範理論』（勁草書房, 2011年）
- （宮本太郎・近藤康史）『社会保障と福祉国家のゆくえ』（ナカニシヤ出版, 2011年）
- （田村哲樹）『アクセス デモクラシー論』（日本経済評論社, 2012年）
- （姜尚中）『逆光の政治哲学――不正義から問い返す』（法律文化社, 2016年）

### 訳書
- ハンナ・アーレント『過去と未来の間――政治思想への8試論』（引田隆也共訳、みすず書房, 1994年）
- ウィリアム・E・コノリー『アイデンティティ＼差異――他者性の政治』（岩波書店, 1998年）
- リチャード・ローティ『偶然性・アイロニー・連帯――リベラル・ユートピアの可能性』（岩波書店, 2000年）
- ハンナ・アーレント『アーレント政治思想集成（1・2）』（ジェローム・コーン編、矢野久美子・山田正行共訳、みすず書房, 2002年）
- マイケル・ウォルツァー『政治と情念――より平等なリベラリズムへ』（風行社, 2006年）
- ジョン・ロールズ 『政治哲学史講義（I・II）』（岩波書店, 2011年）
- マイケル・ウォルツァー 『政治的に考える』（風行社, 2012年）
- ハンナ・アーレント 『アイヒマン論争 ユダヤ論争2』（みすず書房, 2013年）